# Кенц-Кюстров
Кенц-Кюстров (нім. Kenz-Küstrow) — громада в Німеччині, розташована в землі Мекленбург-Передня Померанія. Входить до складу району Передня Померанія-Рюген. Складова частина об'єднання громад Барт.
Площа — 17,23 км2. Населення становить 533 ос. (станом на 31 грудня 2020).